# 黑襟毛瓢虫
黑襟毛瓢虫（学名：Scymnus hoffmanni）是鞘翅目瓢虫科小毛瓢虫亚科小毛瓢虫属的一种昆虫。以棉蚜、麦长管蚜、桔蚜、夹竹桃蚜、豆蚜、萝卜蚜等为食。